# X Japan
X Japan (Nhật: エックス・ジャパン Hepburn: Ekkusu Japan) là một ban nhạc heavy metal tới từ Chiba, Nhật Bản, được thành lập vào năm 1982 bởi tay trống Yoshiki và ca sĩ chính Toshi. Là một ban nhạc mang phong cách chủ yếu là power/speed metal với ảnh hưởng lớn từ các yếu tố symphonic metal, càng về sau âm nhạc của ban nhạc càng mang nhiều yếu tố progressive với sự nhấn mạnh vào các bản ballad. Bên cạnh việc trở thành một trong những nghệ sĩ Nhật Bản đầu tiên có được thành công đại chúng khi hoạt động với hãng đĩa độc lập, ban nhạc còn được ghi nhận là một trong những người tiên phong của visual kei, một phong trào nổi bật trong giới nghệ sĩ Nhật Bản, có thể so sánh với dòng glam rock của phương Tây.
Ban đầu được đặt tên là X (エックス Ekkusu), ban nhạc đã ra mắt album đầu tay Vanishing Vision (1988) với hãng đĩa riêng Extasy Records của Yoshiki một năm sau khi hoàn thiện đội hình ban nhạc của mình, bao gồm tay bass Taiji, guitar chính hide và rhythm guitar Pata. Họ đã đạt được thành công mang tính đột phá vào năm 1989 với việc ra mắt album thứ hai, cũng là album ra mắt chính, Blue Blood. Sau khi ra mắt album năm 1991 Jealousy, Taiji rời ban nhạc vào đầu năm 1992. Người thay thế anh là Heath, và ban nhạc đổi tên thành X Japan trước khi sản xuất mini album Art of Life (1993), chỉ bao gồm ca khúc chủ đề dài 29 phút. Năm 1995, ban nhạc đã từ bỏ hầu hết thẩm mỹ visual kei nguyên bản của mình, chuyển sang một phong cách giản lược hơn và ra mắt Dahlia (1996), giống như hai album trước của ban nhạc, cũng ra mắt ở vị trí số một. X Japan đã biểu diễn buổi hoà nhạc cuối cùng ở Tokyo Dome vào ngày 31 tháng 12 năm 1997, đánh dấu buổi hoà nhạc cuối cùng trong năm buổi hoà nhạc cháy vé liên tiếp vào đêm giao thừa mỗi năm mà ban nhạc tổ chức tại sân vận động này. Sau mười năm, X Japan đã tái hợp vào năm 2007, và đã tiến hành thu âm bài hát mới "I.V.". Hai năm tiếp theo, họ đã biểu diễn trong một số buổi hoà nhạc, bao gồm buổi biểu diễn ở nước ngoài đầu tiên ở Hồng Kông, đồng thời trước đó họ đã kết nạp thêm Sugizo vào vị trí guitar chính thay cho hide, người đã qua đời vào năm 1998, trước khi tổ chức một chuyến lưu diễn ở khu vực Bắc Mỹ vào năm 2010. Năm 2011, ban nhạc tiếp tục tiến hành thực hiện chuyến lưu diễn vòng quanh thế giới đầu tiên tại châu Âu, Nam Mỹ và châu Á.
X Japan đã phát hành năm album phòng thu, sáu live album và 21 đĩa đơn, với tổng doanh số hơn 30 triệu bản. Năm 2003, HMV Japan đã xếp ban nhạc ở vị trí 40 trong danh sách 100 nghệ sĩ đại chúng quan trọng nhất của Nhật Bản. Năm 2007, Rolling Stone Japan đã xếp hạng Blue Blood ở vị trí thứ 15 trong danh sách 100 album nhạc rock Nhật Bản hay nhất mọi thời đại. Năm 2017, Loudwire đã vinh danh X Japan với danh hiệu Ban nhạc metal xuất sắc nhất Nhật Bản.

## Lịch sử

### 1982–1992: X

#### Quá trình thành lập
Kế hoạch thành lập ban nhạc đã có từ năm 1976 khi Yoshiki Hayashi và Toshi (Toshimitsu Deyama) mới chỉ là những cậu bé đang còn ngồi trên ghế nhà trường. Bị ảnh hưởng bởi hard rock phương Tây, ban nhạc lấy KISS là khuôn mẫu cho mình. Tên của ban nhạc lúc đầu là Dynamite (1978-1980) và Noise (1980-hè 1982), khi đó, Yoshiki chơi trống còn Toshi đảm nhận phần guitar. Đến năm thứ ba trung học thì ca sĩ của nhóm chuyển sang trường học khác nên Toshi bắt đầu phải kiêm nhiệm thêm việc hát. Họ tiếp tục chơi nhạc khi lên tới cao học nhưng sau đó các thành viên dần dần không còn hứng thú và rời khỏi band nhạc. Yoshiki quyết định mời thêm một số thành viên từ các trường học khác để tiếp tục giấc mơ âm nhạc của mình. Anh đổi tên band thành X bởi anh nghĩ rằng cái tên X sẽ gây ra nhiều chú ý khi tham gia các cuộc thi âm nhạc khi mà thời đó những cái tên dài ngoằng đang được ưa chuộng. Và như vậy, X chính thức được thành lập năm 1982.
Những năm 1982, 1983, X với các thành viên chính là Yoshiki, Toshi và Terry tham gia một số cuộc thi âm nhạc như Chiba Award High School Festival ~Bunka Matsuri~ năm 1983, và xuất hiện trong những hoạt động văn hoá của địa phương, các lễ hội truyền thống ở trường trung học Chiba, nơi họ đã trình diễn ca khúc đầu tiên của X, I'LL KILL YOU. Ngoài ra, tại các lễ hội này họ còn cover lại các ca khúc Highway Star (Deep Purple), In The Mirror (Loudness), World Anthem (Frank Marino) và Killers (Iron Maiden). Ban nhạc cũng đã từng chơi các ca khúc cover của những ban hard rock phương Tây trong East West Japan audition năm 1982, như Rock and Roll (Led Zeppelin) và Burn (Deep Purple). Họ thường được các nhà tổ chức trả cátsê rất cao và dần dần X trở thành niềm tự hào của tỉnh Chiba thời đó. Trong một hoạt động văn hoá vào năm thứ ba cao học, 3000 người đã tới xem X hát. Lúc này Yoshiki và Toshi thực sự cảm thấy phấn khích được khi biểu diễn trước đám đông.

#### Kỉ nguyên Indie (1984-1988)

Ảnh quảng cáo của X Japan, chụp khi ban nhạc vẫn mang tên X, cho thấy phong cách kì dị của họ thời gian đó. (từ trái qua phải: Toshi, Taiji, Yoshiki, Pata, Hide.)

Tháng 1 năm 1985 single đầu tiên của X, I'LL KILL YOU, được phát hành bởi Dada Records. Bài hát cùng tên cùng We Are X và Stop Bloody Rain là ba ca khúc cho thấy sự chuyển hướng sang power metal của ban nhạc.
X dường như ít hoạt động trong khoảng thời gian phát hành single và 2-track EP I'LL KILL YOU tiếp theo, tháng 6 năm 1985 (ca khúc BREAK THE DARKNESS nằm ở mặt B). 
Thành viên trong thời gian này gồm có: Yoshiki (trống, Piano), Toshimitsu (Vocal), Yuji (Guitar), Tomoyuki (Guitar), Tokuo (Bass). Không một hãng đĩa nào chịu ký hợp đồng với X bởi phong cách ăn mặc và biểu diễn quá phá cách của họ, cái mà sau này đã trở thành trào lưu chung của rock Nhật, với tên gọi Visual Kei. Không dừng lại ở đó, Yoshiki đã thành lập hãng đĩa riêng, Extasy Records, bằng số tiền mà anh và mẹ anh có được nhờ bán cửa hàng kimono nhỏ của gia đình. Vào tháng 4/1986, single Orgasm được phát hành bởi Extasy Records, với ba ca khúc Orgasm, Time Trip Loving (viết bởi Jun) và X (mặt B). Sau khi phát hành, họ bắt đầu các tour diễn. Lần phát hành thứ hai, Orgasm thật sự trở thành một "cám dỗ bí ẩn của thuốc độc" như trên dòng phụ chú của đĩa nhạc có ghi "Poison". Và Bạn nhạc trở nên nổi tiếng như một punk band Poison Arts. 
Dĩ nhiên là trước đó họ đã hoạt động khá tích cực. Cuối tháng 6 năm 1985 X cho ra đời 2 băng demo, X Live (còn gọi là "Live") và Endless Dream. Tháng 7/1985 họ đã đưa thêm bản cover mới của Break The Darkness với tiết tấu nhanh hơn nhiều so với bản cũ vào album Heavy Metal Force III. Đầu năm 1986, băng demo Kurenai được phát hành, bao gồm bản update của Kurenai (bản đầu tiên được viết bằng tiếng Anh), Time Trip Loving và X.
Vấn đề gây tranh luận là không rõ băng demo không mấy nổi tiếng Feel Me Tonight được phát hành vào thời gian nào, năm 1985 hay 1986. Ca khúc Feel Me Tonight có vẻ được biểu diễn lần đầu tiên vào ngày sinh nhật của Yoshiki, 20/11/1985, trong live GIG, trong khi Stab Me In The Back, một ca khúc khác trong băng, lại chưa một lần nào được biết đến cho đến tận năm 1986. Cả hai bài dường như đều được hát bởi Yoshiki và do Toshi chơi trống, vì nó rất giống trong live show nổi tiếng năm 1986, The 20th Century Boy (một bản cover của T-Rex). Cùng năm đó họ còn cover bản God Save The Queen. 
Mùa hè cùng năm, có lẽ vào tháng 6, là thời gian phát hành băng Jun hay còn gọi là "Jun Studio Rehearsal" gồm 4 ca khúc Right Now, Only Way, Tune Up Baby (aka Junon Baby) và bài thứ tư không có tựa đề. Only Way là ca khúc chính của các live show trong năm đó. Ngày 27 tháng 7, Toshimitsu, Yoshiki & Jun xuất hiện trong một phần của show NTV. Tháng 8 bài hát của họ Kurenai đã trở thành đề tài cho một bài báo trên tạp chí "Rockin’ f".
Tháng 3 năm 1987, hãng Victor Records mời X tham gia vào album Skull Thrash Zone. Đó thực sự là một chuyển biến lớn khi lần đầu tiên một tên tuổi lớn trong ngành thu âm Nhật Bản mời họ biểu diễn. Và dĩ nhiên Yoshiki đồng ý. Nhưng việc cấp thiết bấy giờ là tìm được một tay guitar có đẳng cấp. Các thành viên chính thức của ban nhạc lúc này gồm: giọng ca chính Toshi, trống và piano Yoshiki và bassist Taiji Sawada. Guitarist của ban nhạc bị gãy tay trong một tai nạn ô tô. Người mà Yoshiki mời là Tomoaki "Pata" Ishizuka, một thành viên cũ của band nhạc Black Rose. Pata nhận lời nhưng anh nói anh chỉ giúp Yoshiki đúng một lần này mà thôi. X đã gây được ấn tượng mạnh mẽ cho người nghe với 2 ca khúc trong album là Stab me in the back và No connecxion (sau đổi thành Miscast trong album Jealousy). Phải tới khi việc thu âm Skull Thrash Zone hoàn thành, một thành viên cũ của nhóm Saver Tiger là hide (hide không thích viết hoa chữa h ở đầu) gia nhập X, thì Pata mới đồng ý trở thành thành viên chính thức. Saver Tiger cũng là một band nhạc độc lập và cũng tham gia album Heavy Metal Force III cùng X, không thuộc sở hữu của công ty nào như X nhưng đã tan rã vào cuối năm 1987. hide - trưởng nhóm Saver Tiger - sau sự tan rã của ban đã từng nghĩ sẽ trở thành một nhà uốn tóc nhưng với sự thuyết phục của Yoshiki, anh đã nghĩ lại và quyết định theo đuổi sự nghiệp âm nhạc cùng X. Như vậy, với năm thành viên: Toshi, Yoshiki, Taiji Sawada, hide và Pata, X đã đạt tới thành công rực rỡ nhất với băng video ‘’Xclamation’’ gồm các ca khúc Xclamation, Stab Me In The Back, và Kurenai (bản tiếng Anh). Ngày 26 tháng 11 năm 1987, ban nhạc đã biểu diến các ca khúc Xlamation, Pianosolo~Kurenai (tiếng Anh) và Orgasm tại CBS Sonny audition.

#### Những album đầu tiên (1988-1992)

##### VANISHING VISION
Năm 1988 X cho ra album indies VANISHING VISION ngày 14/4, thu âm bởi Extasy Records. Album đã bán hết và bản CD phát hành lại vào tháng 10 với ảnh bìa thể hiện nội dung ca khúc đầu tiên Srab Me In The Back cũng được tiêu thụ đến bản cuối cùng. Album được tái bản lần thứ hai vào tháng 10 năm 1989 và một lần nữa năm 1991; xuất hiện trên một số box set trong suốt thập niên 90 và vẫn được nhiều người tìm mua cho đến tận năm 2001.	
Tạp chí "Street Rock Video VOS" đã đưa hình Toshi lên làm ảnh bìa số thánh 11. Băng ’88 bao gồm các clip X biểu diễn các ca khúc VANISHING VISION và "Orgasm" cùng một bài phỏng vấn Yoshiki khi anh vừa đại diện cho ban nhạc ký hợp đồng với hãng Sonny. Trước đó Toshi và Yoshiki đã tham gia vào việc làm album ở L.O.X Shake Hand. Không chỉ tham gia duy nhất vào X, các thành viên khác của ban nhạc cũng thành lập những ban nhạc riêng cho mình kiểu như "dream band". Toshi là một trong những ca sĩ của ban, và Yoshiki chơi trống. Những ngôi sao khác là Butaman (Tetsu Array), Ishiya (Death Side), Ranko (The Continental Kids), Naoki (Lip Cream), Koh-Itoh (Fools). Thật thú vị khi biết rằng ngoài Toshi và Yoshiki, hầu hết họ đều đến từ các punk/hardcore band. Năm 1994 hide phát hành album solo đầu tiên Hide Your Face mang phong cách alternative rock hoàn toàn khác so với âm nhạc của X. Năm 1990 X không phát hành đĩa mà chỉ đơn thuần tái bản một CD từ bản cũ dài 12 phút. 
Năm 1988, ban nhạc cũng tham gia vào một phần trong bộ phim Tokyo Pop. Họ chỉ xuất hiện vẻn vẹn trong 5 giây đóng vai các thành viên trong ban nhạc Hiro dưới sự dẫn dắt của một nữ quản lý (do Carrie Hammelton thủ vai) đang tìm kiếm con đường trở thành ca sĩ. Diễn viên chíng của bộ phim là Diamond Yukai.

##### BLUE BLOOD
Ngày 21/4 năm 1989 X phát hành album thành công nhất của họ BLUE BLOOD. 
Sau đó, ban nhạc bắt đầu BLUE BLOOD tour, đây là một tour diễn cực kì thành công. Kết thúc tour, Yoshiki và các thành viên khác bắt đầu viết thêm nhiều ca khúc và thu một vài video quảng cáo cho các bài hát của album BLUE BLOOD, như Celebration, được Pata, Toshi, Taijivà hide thu ở New York. Video clip có một vài hình ảnh các thành viên ban nhạc đang đi trên đường phố New York. Video clip của Rose Of Pain cũng được ghi hình ở nước ngoài, nhưng chỉ có một mình Yoshiki đến Paris để thực hiện nó mà thôi. X Japan được hâm mộ trên khắp nước Nhật. Họ phát hành rất nhiều singles thành công như Kurenai và Endless Rain, cũng như VHS của một trong những tour diễn tiếp theo (sau đó được phát hành lại dưới dạng DVD), và cũng được mời đến nói chuyện trên các chương trình ti vi, các Talk show, v.v…Sau đó, họ bắt đầu các tour khác với tên gọi "Rose & Blood"
Năm 1991 tất cả cá thành viên X đến Los Angeles để thu album mới Jealousy, sau 7 tháng ghi âm, họ trở lại Nhật Bản và album Jealousy được phát hành vào ngày đầu tiên năm 1991 tại đây.
Với sự ra đời của album này, ban nhạc càng thêm được hâm mộ tại Nhật, do đó họ đã thực hiện nhiều tour diễn hơn lần phát hành hai album trước VANISHING VISION và BLUE BLOOD. Một vài người cho rằng Jealousy mới là album thực sự của X vì nó có sự góp mặt của đầy đủ các thành viên ban nhạc từ các thành viên phụ đến thành viên chính thức. Trong thời gian thu âm cho album, Yoshiki và Taiji đã bắt đầu thể hiện hai phong cách nhạc khác nhau. Sau album này X bắt đầu tour diễn tiếp theo, Violence in Jealousy, và có buổi biểu diễn đầu tiên tại nhà thi đấu lớn nhất Nhật Bản Tokyo Dome vào ngày 23/8. Show diễn sau đó đã được phát hành thành CD và VHS/DVD.

### 1992-1997: X Japan
Cái tên X đổi thành X Japan năm 1993 cùng với sự ra đi của tay bass Taiji.
Với những thành công lớn ở Nhật Bản, năm 1992, X bắt đầu có ý định mở rộng ảnh hưởng sang thị trường âm nhạc thế giới mà đầu tiên là Mỹ. Nhưng ở Mỹ lúc bấy giờ lại có một punk band trùng tên, đó là lý do ban nhạc quyết định đổi tên X thành X Japan. Khi vẫn mang tên X, ban nhạc đã xuất hiện trong hai giải thưởng heavy metal, Heavy Metal Force III và Skull Thrash Zone Volum. Cùng thời gian đó, mối bất đồng ngày càng sâu sắc giữa Yoshiki và Taiji đã dẫn tới việc ra đi của Taiji và vị trí bass của ban nhạc được thay thế bời Heath (Hiroshi Morie). Taiji sau đó chơi cho Loudness (1992 – 1995) và Cloud Nine.

X Japan logo, được sử dụng sau lần đổi tên cuối cùng năm 1992.

Sau những live show đầu tiên của Heath, Yoshiki bắt đầu viết ca khúc đáng được chú ý nhất của X, Art of Life thuộc thể loại progresive rock/metal dài gần 29 phút. Album mini cùng tên ngay trong những tuần đầu phát hành (tháng 8 năm 1993) đã gặt hái được những thành công rực rỡ ở Nhật và trở thành best-seller của ban nhạc. Để chuẩn bị cho việc phát hành album này, X Japan đã rời khỏi hãng Sonny để ký hợp đồng với Atlantic Records. Art of Life chỉ được biểu diễn live hai lần tại Tokyo Dome (ngày 30 và 31/11/1993) và ca khúc đã kéo dài gần hết 34 phút. Đó là lần đầu tiên Toshi hát với mái tóc dài buông xõa và một chút trang điểm nhẹ. Art of Life chỉ được biểu diễn trực tiếp trước khán giả đúng ba lần.
Sau khi phát hành album thứ 3, X cho ra đời một trong những single nổi tiếng nhất của họ, Tears, ca khúc này đã được phát trên một số chương trình TV và biểu diễn trong cả một live giống như Art of Life. Lần phát hành cuối cùng trong năm đó là tập hợp hầu hết các single mà ban nhạc đã biểu diễn trong suốt thời gian mang tên X được gọi là X Singles.
Ngày mùng 10, tháng 7 năm 1994, ban nhạc cho phát hành một single khác, Rusty Nail, đó là một trong những ca khúc rock cuối cùng của X Japan vì trong album tiếp theo hầu hết các bài hát đều là các ca khúc ballad, nhưng Rusty Nail cũng có một số đoạn rất nhẹ nhàng. Bài hát ra mắt công chúng lần đầu tiên trên Oricon Charts. Và vì đây là ca khúc mới duy nhất của ban nhạc năm 1994 nên họ đã biểu diễn nó trên tất cả các chương trình TV mà họ tham gia trong năm. Ngày cuối cùng năm 1994, ban nhạc có buổi biểu diễn tại Tokyo Dome. Trong buổi biểu diễn này, X Japan đã cho ra mắt một ca khúc mới khác của họ, Longing, và tặng một số bản demo của bài hát. Tất cả các ca khúc này đều được phát hành trong album DAHLIA (1996). Đây là studio album đầu tiên của X được thực hiện trong hơn 3 năm mang phong cách khá mới lạ, nhưng cũng là album cuối cùng của ban nhạc vì sự ra đi của Toshi.

### 1997: Sự tan rã
Sau Dahlia Tour 1996, ngay tại thời điểm X Japan đạt tới đỉnh cao của sự thành công, Toshi tuyên bố rời ban nhạc. Vì Toshi là lead singer ngay từ thời gian mới thành lập X cho đến khi họ trở thành những thần tượng, nên dường như vị trí của anh trong ban nhạc là không thể thay thế, bởi vậy ngày 22 tháng 9 năm 1997, trong một buổi họp báo, không có Toshi, X Japan tuyên bố tan rã. Toshi tham gia vào một nhóm tôn giáo hát thể loại âm nhạc như một phương pháp trị liệu hướng con người về bản tính tự nhiên (Cult, liên quan đến phương pháp chữa bệnh bằng tự nhiên và âm nhạc), của một người đàn ông có tên MASAYA. Rất nhiều người cho rằng đó là lý do chính khiến Toshi rời khỏi ban nhạc. Sau đó, anh tiếp tục sự nghiệp solo của mình, và cho biết bạn của anh, Masaya, chính là nguồn động viên cho anh tiếp tục sự nghiệp âm nhạc mới. Có rất nhiều lời bàn tán xung quanh nhóm tôn giáo và việc Toshi tham gia vào đó. Thậm chí một vài người còn nói Toshi đã bị tẩy não. Còn có tin cho rằng Toshi đã kiện anh trai mình ra tòa vì đã cố thuyết phục anh ngừng việc đưa tiền cho nhóm tôn giáo của Masaya. Sau đó việc này đã không mấy được quan tâm nữa vì người ta đã chứng minh rằng Toshi gặp Masaya sau khi tuyên bố rời ban nhạc hơn một năm và Masaya cũng chỉ là một nhạc sĩ mà thôi. Một giả thuyết khác lại cho rằng Toshi rời khỏi ban nhạc vì những ca khúc của X gợi nhắc anh về nỗi đau khổ trong cuộc hôn nhân bất hạnh thời gian đó, lý do thực cho đến nay vần còn là một bí mật. Ngày 31 tháng 12 năm 1997, ban nhạc thực hiện show chia tay tại TOKYO DOME, show diễn cuối cùng trong năm năm liên tiếp ban nhạc biểu diễn tại đây vào dịp năm mới.

### 1997-2007: Sau khi tan rã
Trong khi những album tái bản, tổng hợp và live show của ban nhạc vẫn được phát hành các thành viên của X cũng tiến hành rất nhiều dự án solo. hide, người đã cho ra đời album solo từ năm 1994 Hide Your Face, sau sự tan rã của ban nhạc, vẫn tiếp tục rất thành công với sự nghiệp solo cùng ban nhạc của mình, hide with Spread Beaver. Ban nhạc của hide có phong cách âm nhạc hoàn toàn khác với X Japan, mang đậm chất alternative rock. Nhưng họ đã sớm phải tan rã sau cái chết của anh vào ngày 2 tháng 5 năm 1998.
Pata và hide có một vài dịp biểu diễn cùng nhau trong sự nghiệp solo của họ. Heath và Pata cũng thành lập ban nhạc DopeHEADz năm 2001 phát hành 2 album nhưng không mấy thành công và đã sớm tan rã vào năm 2003. Ban nhạc của họ cũng đóng góp một tác phẩm cho album tưởng nhớ hide Tribute Spirits. Giờ đây Heath tiếp tục sự nghiệp như một nghệ sĩ solo và đồng thời chơi cho ban nhạc Lynx, còn Pata là thành viên của Ra:IN (một nhóm "rock & inspiration").
Toshi đến sống ở một vùng nhỏ, giống như nhà điều dưỡng hay trung tâm dưỡng lão, hát cho họ những ca khúc theo thể loại acoustic do anh và Masaya cũng nhau sáng tác để giúp những bệnh nhân hồi phục sức khỏe. Anh cũng tiếng hành rất nhiều những buổi biểu diễn phục vụ cho một lượng khán giả nhỏ. Theo công bố trên website của Toshi, tour diễn mang tên Utatabi Traveling Concert của anh bao gồm trên 3000 buổi biểu diễn kéo dài từ năm 1999 đến năm 2003. Toshi đã từng được nhắc đến trong tin thời sự năm 2004, khi bị buộc tội tham gia vào việc lạm dụng trẻ em vị thành niên và tẩy não chúng để phục vụ cho một mục đích nào đó. Trên web site của mình, Toshi đã giải thích tất cả chỉ là bịa đặt, và anh hay bất cứ người nào cùng Masaya chưa bao giời làm hại bất cứ ai hay làm một việc gì tương tự thế.
Yoshiki vốn yêu thích nhạc cổ điển, và sự ảnh hưởng này thể hiện rất rõ trong một số ca khúc như "ROSE OF PAIN", "ART OF LIFE", và tác phẩm thuộc thể loại symphony "AMETHYST". Trước khi X Japan tan rã, anh đã công tác riêng với Roger Taylor (tay trống của Queen) trong single Foreign Sand. Anh còn cùng với George Martin (nhà sản xuất của The Beatles) và một số nhà soạn nhạc khác cho phát hành album kép Etenal Melody vào năm 1993 gồm các ca khúc của X được soạn lại mang âm hưởng nhạc cổ điển.. Album này đã được trình diễn tại London Philharmonic Orchestra. Yoshiki cũng chọn một số tác phẩm nhạc cổ điển cho hai bộ sưu tập Yoshiki Selection và Yoshiki Selection II. Anh cũng viết lại ca khúc Black Diamond của KISS sang thể loại cổ điển trong album năm 1994 Kiss My Ass, như một món quà dành tặng ban nhạc mà anh yêu thích.
Yoshiki và hide dường như có một kế hoạch bí mật nhằm khôi phục lại X mà không cần Toshi vào năm 2000, và đang tìm kiếm một ca sĩ thay thế. Bi kịch đã xảy ra làm sụp đổ toàn bộ các kế hoạch đó khi hide đột ngột qua đời tại bệnh viện ngày 2 tháng 5 năm 1998 sau một đêm uống quá nhiều rượu. Anh được tìm thấy khi đang treo mình trên một chiếc khăn tắm mắc vào cánh cửa. Tin này đã làm chấn động giới trẻ Nhật Bản; bốn fan trong nước đã tự sát, và hai trong số họ chết. Có rất nhiều suy đoán xung quanh cái chết của hide, nhưng không có giả thuyết nào được chứng minh. Một số người cho rằng đây là một vụ tự sát, một số khác cho rằng đây là một tai nạn, nhưng cũng không thể loại trừ giả thuyết cho rằng đây là một vụ giết người. Một số lại suy đoán từ hình ảnh trong video ca khúc Pink Spider của hide, được phát hành một ngày sau cái chết của anh, và cho rằng nó đã báo trước về ý định tự sát. Cái chết của hide khiến Yoshiki rơi vào trạng thái khủng hoảng, không thể sáng tác hay biểu diễn trong suốt thời gian gần 3 năm.
Cuối năm 2000, Yoshiki quay trở lại sự nghiệp âm nhạc, và tuyên bố thành lập ban nhạc mới Violet UK, một ban nhạc hát theo thể loại involving music, visuals và art. Năm 2002 anh đã sản xuất và đóng vai chính trong ba phim quảng cáo trong series 24-hour stores 7-Eleven, sử dụng vài tác phẩm của Violet UK làm nhạc nền. Nhưng không may là cho đến thời điểm này, Violet UK vẫn chưa phát hành được album nào. Tại Otakon ngày mùng 5 tháng 8 năm 2006, Yoshiki đã tuyên bố ban nhạc sẽ hợp tác với một số nghệ sĩ pop/rock Nhật Bản trong đó có Gackt - thành viên cũ Luna Sea cùng guitarist Sugizo. Trong năm đó, Yoshiki tuyên bố tham gia vào ban J-Pop Globe, để giúp đỡ người bạn cũ Tetsuya Komuro (năm 1991, Yoshiki chơi trống, và Komuro ca sĩ kiêm Keyboards, đã thành lập ban nhạc V2, họ đã có một số buổi biểu diễn và phát hành vài single). Yoshiki cũng sản xuất singles cho ban nhạc K-rock TRAX. Anh cũng tham gia vào sáng tác nhạc phim cho bộ phim Repo! The Genetic Opera..
Vào ngày 25 tháng 5, năm 2007, sự ra đời của supergroup Skin được chính thức công bố, với các thành viên bên cạnh Yoshiki cong có các nghệ sĩ pop/rock Gackt và Miyavi, cũng như guitarist cũ của Luna Sea Sugizo. Ban nhạc có buổi ra mắt tại hội nghị Anime Expo ở Long Beach, California vào ngày 29 tháng 6 năm 2007.
Nguyên Thủ tướng Nhật Bản Junichiro Koizumi đã từng tuyên bố, ông là một fan lớn của X Japan, điều này đã giúp ông tạo dựng nên hình ảnh mới cho một nhà chính trị và giành được thêm nhiều sự ủng từ tầng lớp bình dân thành thị Nhật Bản.

### 2007-2008: Sự hồi sinh

X Japan during the recording of the "I.V." video in 2007.

Tháng 3 năm 2007, Toshi tuyên bố trên website của mình rằng anh và Yoshiki gần đây đã bắt đầu trở lại làm việc cùng nhau, và một "dự án mới" sẽ sớm được bắt đầu. Sự tái hợp của X Japan đã được khẳng định chính thức ngày 4 tháng 6 năm 2007, với tuyên bố của Yoshiki về một tour diễn, cũng như việc sẽ phát hành một single mới (một bản thu âm lại ca khúc "Without You", từ album solo của Yoshiki năm 2005 Eternal Melody II) và về việc anh đang bàn bạc với Heath và Pata mong chờ sự tham gia của họ.
Ban nhạc xuất hiện chính thức trước công chúng ngày 22 tháng 10 năm 2007, trên tầng thượng của trung tâm mua sắm Aqua City tại Odaiba, Tokyo, trong khi video thu âm mới của ca khúc "I.V." đã được khẳng định. "I.V." cũng xuất hiện trong soundtrack của bộ phim Saw 4. Đây là ca khúc do Yoshiki viết và thu âm cùng tất cả những thành viên còn sống của X Japan trước khi tan rã năm 1997. Trước đó, thông tin về việc sử dụng một đoạn lead guitar do hide chơi chưa được công bố. "I.V." được phát hành trên iTunes vào ngày 23 tháng 1 năm 2008, và dẫn dầu trong bảng xếp hạng ngày hôm đó. Nó cũng được sắp xếp để bao gồm cả những greatest hit sắp ra mắt, cùng với ca khúc "Without You" đã được công bố trước đó. Khi được hỏi liệu có thêm ´´chất liệu´´ nào mới không Yoshiki trả lời khả năng sẽ là "50/50". Để thay thế vị trí lead guitar còn trống, điều này đã được công bố vào năm 2007, có khoảng 10 tay guitar đang được cân nhắc để chơi cho vị trí này, nhưng chưa một cái tên nào được đưa ra vào thời điểm đó. Yoshiki sau đó đã cho biết tay guitar này sẽ không đến từ Nhật Bản và/hay một "gương mặt mới" có thể sẽ biểu diễn cùng ban nhạc.
Ngày 20 tháng 1 năm 2008 lịch hai ngày biểu diễn tại Tokyo Dome đã được công bố, đó là ngày 20 vào 30 tháng 3. Một chương trình thứ ba, vào ngày 28 được phát sóng trực tiếp trên kênh truyền hình WOWOW, với một DVD sẽ phát hành sau đó. A third show, scheduled for March 29, was later added to accommodate demand. The March 28 concert aired live on the pay television channel WOWOW, with a DVD release set to follow, Các guitarist biểu diễn với X trong suốt 3 đêm là Wes Borland của Black Light Burns, Richard Fortus của Guns N' Roses và Sugizo, đồng thời còn phát cả những cảnh quay về hide.. Fortus và một thành viên khác của Guns N' Roses trước đó đã cover ca khúc "Endless Rain" trong tour diễn tại Nhật của họ năm 2007. Borland sau đó đã phát biểu trên blog cá nhân rằng anh rất "vinh dự khi được trở thành một phần của sự kiện này".
Vì những khó khăn về kĩ thuật, buổi biểu diễn đầu tiên đã bị hoãn 2 giờ so với lịch ban đầu và sau đó Yoshiki đã bị chấn thương sau khi chơi liên 8 ca khúc liên tiếp. Những buổi biểu diễn sau đó không gặp khó khăn nào, và trong một cuộc họp báo, kế hoạch cho một chuyến lưu diễn tại Paris, Pháp vào ngày 5/7/2008 đã được công bố, với lương khán giả dự kiến lên đến 20.000 người. X Japan cũng biểu diễn tại Hide Memorial Summit, một chương trình hai ngày từ mùng 3 đến mùng 4 tháng 5 tại sân vận động Ajinomoto, nơi có sự góp mặt của 20 nghệ sĩ khác, trong đó có Dir en grey Luna Sea và T.M. Revolution. Chương trình kết thúc bằng ca khúc X, do tất cả các thành viên X Japan, Luna Sea, Mucc, D'espairsRay, và nghệ sĩ solo Takanori Nishikawa cùng biểu diễn. It closed with a performance of the song "X" by members of X Japan, Luna Sea, Mucc, D'espairsRay and solo artist Takanori Nishikawa.
Ngoài việc lên lịch cho chuyến lưu diễn ở Paris, kế hoạch cho những buổi biểu diễn tại Madison Square Garden, New York vào ngày 13 tháng 9, và tại Taipei World Trade Center, Đài Loan vào ngày 2 tháng 8 cũng được khẳng định. Vào ngày 8 tháng 6, có thông tin cho biết tất cả các show diễn trước đó sẽ đều bị hoãn lại cho đến khi chấn thương của Yoshiki lành lại. Buổi biểu diễn ở Paris vì thế được dời sang ngày 22/11/2008 tại địa điểm Palais Omnisports de Paris-Bercy.

### 2008–2009: Trì hoãn, Sugizo gia nhập band
Buổi biểu diễn "tưởng nhớ hide" diễn ra vào ngày 2 và 3/5/2008 có sự tham gia của X Japan và rất nhiều nghệ sĩ khác như Dir en grey và Oblivion Dust, Phantasmagoria và thậm chí Luna Sea cũng tái hợp chỉ trong một ngày cho hôm đó. Ngày 8/6, có thông báo rằng tất cả lịch biểu diễn của ban nhạc trước đó sẽ bị hoãn lại cho đến khi có thông báo mới, do chứng thoái hoá đốt sống cổ của Yoshiki tái phát. Các buổi biểu diễn ở Paris và Taipei được dời sang ngày khác, Paris chuyển sang ngày 22/7/2009.
Ngày 15/9/2008, Yoshiki tổ chức một buổi họp báo tại Tokyo, và thông báo rằng những ca khúc mới còn chưa được đặt tên của đang trong quá trình hoàn thiện. Các buổi diễn cho Giáng Sinh và Giao thừa 2008 cũng được công bố. Sau buổi họp báo Yoshiki bắt đầu lên đường cho một tour quảng bá vòng quanh châu Á. Ngày 7/11, website bán vé tiếng Pháp Avos thông báo kế hoạch bán vé cho show diễn tại Paris sẽ bị huỷ. Sau đó cùng ngày, X Japan cũng đưa ra một thông cáo báo chí trên website chính thức bằng tiếng Pháp của họ xin lỗi về sự trì hoã lần thức hai này và thông báo rằng buổi biểu diễn Giáng Sinh rất có thể cũng sẽ chịu chung số phận. Đầu tháng giêng, thông báo trước đó về lịch diễn tại Đài Loan cũng bị tạm hoãn, quản lý ban nhạc đưa ra các vấn đề về khả năng không đảm bảo an ninh như lý do giải thích cho sự trì hoãn này.  Vào ngày 31/12, X Japan tổ chức buổi biểu diễn cuối năm ngoài trời của họ tại Akasaka Blitz, buổi diễn cũng đặt ra sách các bao gồm các kế hoach trước đó cũng như công bố các kế hoach mới cho năm tiếp theo. 

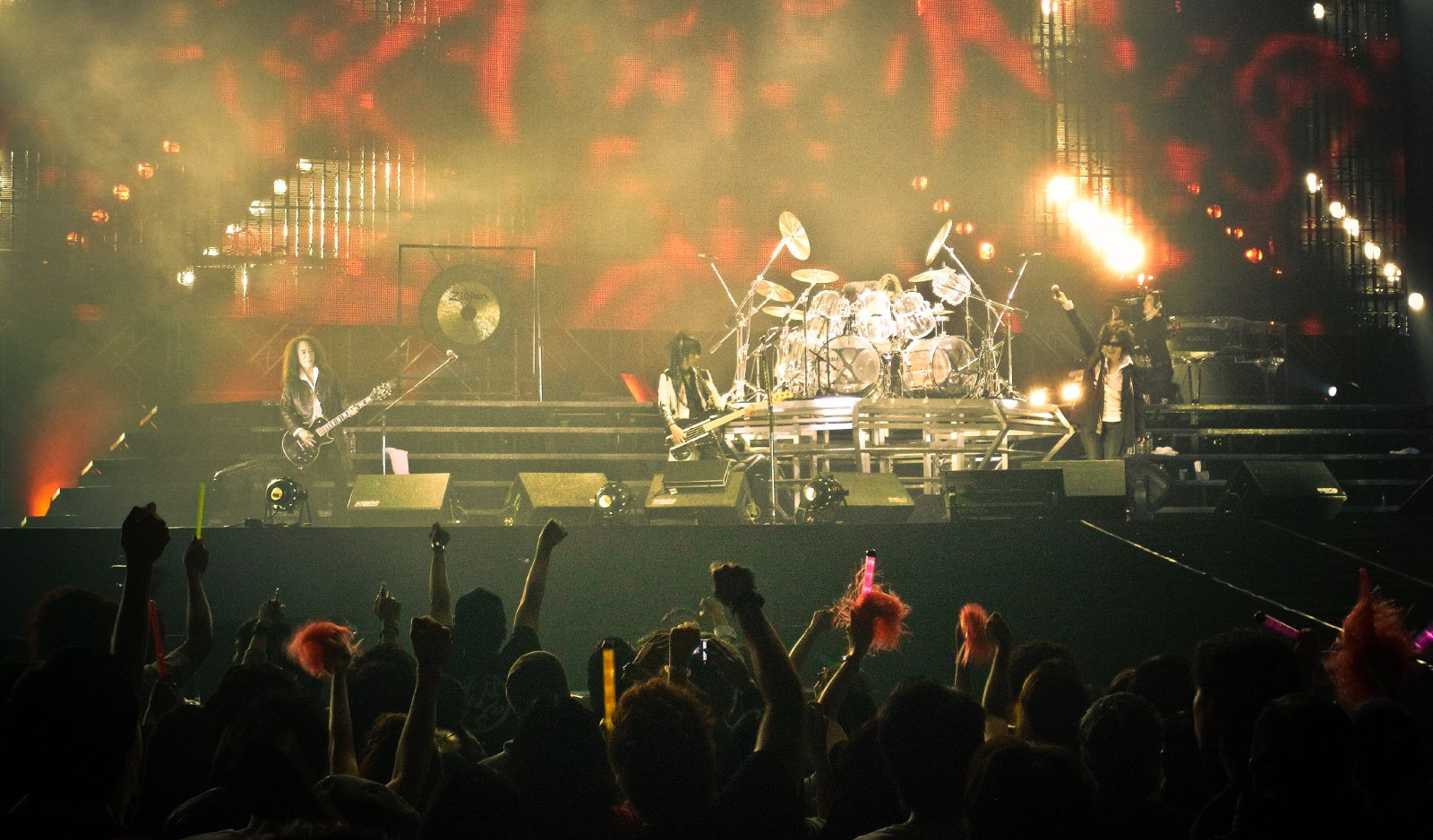
X Japan tại Hong Kong, 2009

 Ngày 15/1/2009, ban nhạc đến Hong Kong cho buổi diễn vào các ngày 16 và 17 sau đó. Ngày 1/5, Sugizo chính thức gia nhập X Japan ở vị trí Guitar lead. Một thông báo giải thích rằng Sugizo gia nhập ban nhạc như thành viên thứ sáu, hơn là thay thế vị trí của Hide. Ngày 30/5/2009 X Japan có show diễn đầu tiên với Sugizo trong vài trò thành viên chính thức tại Đài Loan.

### 2010: Tour Bắc Mỹ đầu tiên, Thông báo về Album mới
Ngày 9/1/2010 X Japan xuất hiện tại Mỹ lần đầu tiên với việc quay cảnh cho bốn video âm nhạc mới của họ tại Hollywood.

Bốn video này được quay cho các ca khúc "Rusty Nail", "Endless Rain", "I.V.", và một ca khúc mới, "Jade". Vào tháng 2, Yoshiki khẳng định rằng đến tháng 8 X Japan sẽ có buổi biểu diễn tại Lollapalooza. Cuối tháng đó, anh cũng tuyên bố tại một buổi họp báo rằng ban nhạc sẽ chuyển đến Los Angeles, California, với một buổi biểu diễn đã được lên kế hoạch cho một địa điểm "giản dị" trong khu vực thành phố nhằm đánh dấu show diễn Bắc Mỹ chính thức đầu tiên của ban nhạc.
Đồng thời thông tin về album thứ sáu của ban nhạc đang trong quá trình hoàn thiện và ra mắt vào mua thu cũng được công bố.
Tháng 3/2010, Yoshiki khởi kiện tập đoàn Nexstar, vì đã làm thiệt hại 375 triệu yên. Lý do khởi kiện giải thích rằng sau khi X Japan tái hợp, họ đã ký hợp đồng với tập đoàn Nexstar vào tháng 1/2008, trong đó có việc sử dụng một số bản thu âm. Hợp đồng đầu tiên trị giá 600 triệu yên trả trước cho tiền tác quyền và tiền hợp đồng, nhưng họ hoàn toàn chưa được trả. Trong năm 2008 và 2009, công ty này cũng tài trợ cho mười buổi biểu diễn của ban nhạc tại Nhật Bản và các nơi khác ở châu Á. Khoản 320 triệu yên phí biểu diễn và bán hàng thu được từ các buổi diễn đó cũng là nhờ ban nhạc. Tổng kết lại, tổng số tiền chưa được trả lên tới hơn 900 triệu yên. Vụ kiện này chỉ nhằm đòi lại 375 triệu yên là số tiền kiếm được từ các buổi biểu diễn, nhưng nếu bị đưa ra toà, phía Yoshiki dự định sẽ khởi kiện thêm nhằm đòi lại 600 triệu tiền hợp đồng ban đầu.
Tháng 8/2010, công ty quản lý của hide, Headwax Organization, kiện Yoshiki và quản lý của X Japan, Japan Music Agency, vì sử dụng các hình ảnh của cựu thành viên này mà không hề thông qua sự đồng ý chính thức nào. Bên nguyên cho rằng trong năm 2000 hai công ty đã ký một thoả thuận cho phép Yoshiki và X Japan sử dụng hình ảnh của hide trong các buổi biểu diễn. Tuy nhiên, các hình ảnh được dùng trong buổi biểu diễn của X Japan vào ngày 14 và 15/8 tại Nissan Stadium, là khi mà thoả thuận này đã hết hiệu lực từ lâu.

Ngày 1/7, ban nhạc xuất hiện tại một câu lạc bộ Nokia ở Los Angeles nơi họ trình diễn bản mộc của ca khúc "I.V.", và thu âm video nhạc cho ca khúc mới, "Born to Be Free". Họ cũng cho ra một video nhạc mới cho "Rusty Nail"  Ngày 4/7, hai thành viên sáng lập ban nhạc Toshi và Yoshiki, xuất hiện tại Paris trong Japan Expo 2010 nơi họ biểu diễn một số ca khúc bao gồm "I.V." và "Rose of Pain".
Trong tháng tiếp theo, X Japan và Yoshiki xuất hiện trên hàng loạt tờ báo và website như ABC News, Los Angeles Times và Chicago Sun-Times.

 X Japan biểu diễn tại Lollapalooza 2010 ở Grant Park, Chicago vào ngày 8/8. Những ngày sau đó, Yoshiki trả lời một bài hỏi đáp dài với tờ Phoenix New Times và phỏng vấn trên ABC News.

Vào ngày 14 và 15/8/2010, ban nhạc biểu diễn một show hai này tại Nissan Stadium, nhà thi đấu lớn nhất của Nhật. Báo chí đưa tin rằng trong khoảng 140,000 người đến xem buổi biểu diễn thì có tới 100,000 người là fan của ban nhạc. Tay bass cũ Taiji Sawada cũng biểu diễn với ban nhạc với vai trò khách mời trong bài hát "X".
Từ 25/9 đến 10/10, X Japan có tour diễn đầu tiên ở Bắc Mỹ với các buổi biểu diễn tại Los Angeles, Oakland, Seattle, Chicago, Vancouver, Toronto và New York City.
Yoshiki tuyên bố trong một bài phỏng vấn rằng album mới của X Japan sẽ ra mắt vào năm 2011. Anh cũng công bố các kế hoạch cho tour biểu diễn vòng quanh thế giới vào mùa xuân năm 2011, trong đó có khả năng bạn nhạc sẽ quay lại Bắc Mỹ vào tháng Ba và đến Nam Mỹ vào tháng Tư, cụ thể là hai nước Brasil và Chile. Lịch biểu diễn tại châu Âu cũng được đưa ra trong đó ban nhạc rất mong muốn sẽ tới Pháp, Đức và Anh.
Ngày 17/12, Yoshiki cho biết một ca khúc mới của X Japan, "Scarlet Love Song", đã được viết riêng cho bộ phim hoạt hình dựa trên manga Buddha.

### 2011: Các hoạt động hiện nay
Ngày 27/1/2011, có tin đưa rằng X Japan đã ký thoả thuận 3 năm với EMI (Electric & Musical Industries Ltd.) vào tháng 11/2010. Hãng đĩa này sẽ quản lý việc phân phối single "Jade" ra mắt ngày 15/3 tại thị trường Mỹ, và album chưa đặt tên của họ, theo kế hoạch sẽ ra mắt vào cuối mùa hè. Nhằm quảng bá cho album mới, báo chí cũng đưa tin rằng ban nhạc sẽ có lịch biểu diễn dày đặc vòng quanh thế giới trong suốt năm 2011.
Ngày 6/3/2011, X Japan biểu diễn tại "Asia Girls Explosion", một sự kiện thời trang và hoà nhạc do Yoshiki) sáng lập cùng với Jay FR. Cũng có tuyên bố rằng ban nhạc sẽ biểu diễn tại Argentina, Brasil, Chile, México và Peru vào cuối năm nay.
Vì trận động đất và sóng thần năm 2011 Tōhoku xảy ra tại Nhật vào ngày 1/3, ban nhạc quyết định hoãn lịch ra mắt single "Jade" đến ngày 28/6. Yoshiki cũng tổ chức bán đấu giá một trong những chiếc piano trong suốt hiệu Kawai mà anh sử dụng trong các như một biểu trưng của mình trong các buổi biểu diễn nhằm quyên tiền hỗ trợ cho các nạn nhân trong thảm hoạ này.
Ca khúc của họ, "Scarlet Love Song", được phát hành tại Nhật vào ngày 8/6. Single đầu tiên phát hành trên toàn thế giới của họ, "Jade, cũng ra mắt vào ngày 28/6 trên iTunes, cùng ngày với buổi biểu diễn tại London. Buổi diễn đầu tiên tại châu Âu trong tour diễn vòng quanh thế giới, với điểm đến tiếp theo là Paris vào ngày 1/7, Utrecht ngày 2/7, và Berlin ngày 4/7.
X Japan cũng sẽ biểu diễn tại Festival Summer Sonic 2011 tổ chức vào ngày 13 và 14/8 tại Tokyo và Osaka. Điểm đến trong Tour diễn thế giới tại Nam Mỹ sẽ là Santiago ngày 9/9, São Paulo 11/9, Buenos Aires 14/9, Lima 16/9 và Mexico City 18/9.

## Các buổi công diễn trực tiếp
Cái tên X JAPAN được nhắc đến luôn gắn liền với các live show cực kì hoành tráng. Năm 1982 khi ban nhạc mới thành lập, họ bắt đầu biểu diễn trong các sự kiện văn hóa và các lễ hội, nhờ đó, X Japan có được những fan trung thành đầu tiên. 
Một ngày sau khi phát hành dĩa nhạc đầu tiên, VANISHING VISION, họ đã bán được toàn bộ số vé của buổi biểu diễn tại Tokyo Nakano Kohkaido, ban nhạc cũng bắt đầu tour đầu tiên cho đĩa nhạc này, mang tên Vanishing Tour. Năm 1989 họ thực hiện Blue Blood Tour qua một số thành phố để quảng bá cho album vừa mới phát hành, BLUE BLOOD. Tour diễn này là một thành công rực rỡ.
X JAPAN phát hành album thứ ba vào ngày mùng 1 tháng 7 năm 1991. Tháng 1 năm 1992, buổi biểu diễn của họ tại Tokyo Dome đã thu hút được một lượng khán giả khổng lồ trong suốt ba đêm. Đó là live diễn cuối cùng của Taji. Và vì sự ra đi của anh, X JAPAN đã phải tạm ngừng việc lưu diễn để tìm kiếm một bassist mới. Những ngày cuối năm 1993, họ thực hiện một live show lớn với sự góp mặt của Heath trong vai trò bassist, đây được coi là Sự trở lại của X JAPAN vì họ đã ngừng diểu diễn từ đầu năm 1992. Buổi biểu diễn kéo dài suốt hai ngày đã rất thành công thu hút lượng người xem chật cứng nhà thi đấu lớn nhất Nhật Bản, Tokyo Dome. 
Trong những tháng đầu năm 1995, ban nhạc bắt đầu cho ra mắt một số ca khúc mới trên các chương trìng TV tại Nhật Bản như Music Station (và chương trình đặc biệt hàng năm, Supper Live), HEY!HEY!HEY! MUSIC CHAMP, cuối tháng 11, ban nhạc quyết định bắt đầu DAHLIA TOUR (dựa theo tên của album cuối cùng được phát hành). Tour diễn kết thúc vào hai ngày cuối năm tại Tokyo Dome. Năm 1996, với sự ra mắt của album DAHLIA, họ thực hiện thêm một tour diễn mới với tên gọi Dahlia Tour Final và cũng kết thúc tại Tokyo Dome. Vì sự tan rã, ban nhạc đã biểu diễn live show cuối tại Tokyo Dome ngày 31 tháng 12 năm 1997, được gọi là "The Last Live".

## Phong cách âm nhạc
Âm nhạc của X Japan phát triển trong thời kỳ các ban nhạc theo thể loại glam và heavy metal Anh và Mỹ gặt hái được những thành công lớn, và được định hình bởi phong cách nhạc mang đậm chất speed và thrash (có thể thấy trong "Kurenai" và "Silent Jealousy"), cũng như các bản ballad tình cảm (như "Endless Rain", "Forever Love"). Rất nhiều ca khúc của ban nhạc sử dụng nhiều các phần dẫn bằng piano, những đoạn nhạc mang phong cách giao hưởng, đặc biệt là thời lượng các ca khúc dài hơn, như bài "Tears" kéo dài hơn 10 phút và "Art of Life" dài tới 29 phút
Trong những lần biểu diễn trực tiếp, các ca khúc sử dụng rất nhiều những đoạn solo nhạc cụ dành riêng cho một số thành viên và những phần nhạc đã được ghi âm từ trước, như tiếng của bộ dây trong giàn nhạc giao hưởng, các đoạn nói, và gần đây hơn là những phần biểu diễn guitar của hide.

## Các giải thưởng
| Năm  | Giải thưởng |
| ---- | --- |
| 1989 | • -Nihon Yuusen Daishou Yuushuu Shinjin Shou (Best new artist with talent of Japan) • -Zen Nihon Yuusen Daishou Yuushuu Shinjin Shou (Best new artist with talent of all Japan) • -Oricon 89 Nendo Recording Sell Single Shinjin Bumon Dai Ichii (Oricon first place in singles selling) • -Record Awards- Best Song (Automatic) |
| 1990 | • -Dai Yonkai Nihon Gold Disc Taishou Best Artist Shou (Japan Gold Disc - Artist of the Year) |
| 1991 | • -Nihon Yuusen Daishou Yuusen Ongaku Yuushuushou |
| 1992 | • -Nihon Gold Disc Daishou Shinjin Shou |

## Thành viên

### Thành viên chính thức
- Toshimitsu "Toshi" Deyama (出山利三 Deyama Toshimitsu?) – vocals (đến năm 1997, từ 2007-nay)
- Tomoaki "Pata" Ishizuka (石塚智昭 Ishizuka Tomoaki) – rhythm guitar
- Hiroshi "Heath" Morie (森江博 Morie Hiroshi) – bass (từ năm 1992 - nay)
- Yoshiki Hayashi (林佳樹 Hayashi Yoshiki) – trống và piano
- Yūne "Sugizo" Sugihara (杉原有音 Sugihara Yūne?) – guitar chính, violin, hát bè (2008–nay)

### Thành viên cũ
- Taiji Sawada (沢田泰司 Sawada Taiji) – bass (đến năm 1992)
- Hideto "hide" Matsumoto (松本秀人 Matsumoto Hideto) – lead guitar (đến năm 1997)
- Jun (Hisaishi Takai) - Guitar (1985 và 1986)
- Hikaru - Bass (1986)
  - Dù đã mất, nhưng ban nhạc vẫn coi hide và Taiji như những thành viên và giới thiệu hai anh ở mọi buổi biểu diễn.

### Thành viên trước khi phát hành các album chuyên nghiệp
•	Atsushi (Atsushi Tokuo) - Bass (1985) 

•	Eddie - Guitar (1985) 

•	Hally - Guitar (1985) 

•	Isao - Guitar (1987) 

•	Kerry - Guitar (1986) 

•	Satoru - Guitar (1986) 

•	Terry (Yuji Izumisawa) - Guitar (1983~1985) 

•	Tomo (Tomoyuki Ogata) - Guitar (1984~1985) 

•	Zen (Zenon) - Guitar (1985~1986)